# Параклази

Схема скидів, зсувів, скидо-зсувів та ін переміщень гірських порід.

Параклази (рос. параклазы, англ. paraclases, faults, нім. Paraklasen f pl) — тектонічні тріщини, вздовж яких відбувалося переміщення гірських порід (скиди, зсуви). Те ж саме, що й розривні зміщення. Протилежне — діаклази.